# Gyan Mukherjee
Gyan Mukherjee (* 30. September 1909 in Varanasi, Uttar Pradesh; † 13. November 1957 in Kolkata, Westbengalen) war ein indischer Drehbuchautor und Filmregisseur des Hindi-Films.

## Leben
Nach einem wissenschaftlichen Abschluss war er Herausgeber der Zeitschrift Science and Culture. Er begann bei der Filmgesellschaft Bombay Talkies als technischer Leiter. Nach Himansu Rais Tod und während der Führungskrise bei Bombay Talkies gehörte er zur Produktionseinheit unter Sashadhar Mukerji. Er schrieb das Drehbuch für N. R. Acharyas Filme Bandhan (1940) und Naya Sansar (1941), für letzteren gemeinsam mit Khwaja Ahmad Abbas. 1941 drehte er seinen ersten Film mit Ashok Kumar, Jhoola. Die darauffolgende Großproduktion Kismet (1943) wurde der erfolgreichste indische Film der 1940er Jahre und ist heute Mukherjees bekannteste Regiearbeit. Aus den Einnahmen dieses Films wurde die Filmgesellschaft Filmistan gegründet, für deren erste Produktion Chal Chal Re Naujawan (1944) er wieder mit der Regie betraut wurde. Gyan Mukherjees filmischer Stil orientierte sich an 1930er-Jahre-Produktionen der Warner Bros. Mit Ashok Kumar ging er wieder zurück zu Bombay Talkies und drehte dort das Gangster-Drama Sangram (1950). Er starb während der Produktion von Madhu, der von S. Bannerjee vollendet und erst 1959 veröffentlicht wurde.
Guru Dutt widmete Gyan Mukherjee seinen Film Pyaasa (1957).

## Filmografie
- 1940: Bandhan (Drehbuch)
- 1941: Naya Sansar (Drehbuch)
- 1941: Jhoola (Regie, Drehbuch)
- 1943: Kismet (Regie)
- 1944: Chal Chal Re Naujawan (Regie)
- 1950: Sangram (Regie)
- 1953: Shamsheer (Regie)
- 1955: Sardar
- 1956: Shatranj
- 1959: Madhu